# 영천교통
영천교통(永川交通)은 경상북도 영천시의 시내버스 회사로, 본사는 경상북도 영천시 오수동 영남대학교 영천병원 인근에 있다.

## 연혁
- 1976년 4월 19일 : 회사 설립
- 1997년 3월 21일 : 일부 차량을 영천여객으로 통합 1년만에 분사
- 2009년 9월 : 천연가스버스 운행 개시
- 2019년 8월 20일 : 대구-경산 요금 체계로 편입 및 경산/대구 시내버스와의 무료환승제 실시, 시계외요금 폐지
- 2022년 1월 : 전기버스 운행 개시

## 운행 노선

### 순환버스
- 1번: 터미널(앞) → 영천역 → 터미널(앞)
- 1-1번: 터미널(앞) → 영천역 → 대동다숲 → 터미널(앞)
- 2번: 영천영대병원 → 서문육거리 → 영천시청 → 망정동창신아파트 → 영천역 → 터미널(건너) → 서문육거리 → 북영천역 → 영천영대병원
- 2-1번: 영천영대병원 → 서문육거리 → 영천시청 → 망정동창신아파트 → 영천역 → 터미널(건너) → 서문육거리 → 북영천역 → 쌍계동 → 영천영대병원
- 2-2번: 영천영대병원 → 서문육거리 → 영천시청 → 망정동창신아파트 → 영천역 → 금노네거리 → 터미널(건너) → 서문육거리 → 북영천역 → 영천영대병원
- 2-3번: 영천영대병원 → 서문육거리 → 영천중학교 → 영천시청 → 망정동창신아파트 → 영천역 → 터미널(건너) → 서문육거리 → 북영천역 → 영천영대병원
- 2-4번: 영천영대병원 → 서문육거리 → 영천시민운동장 → 영천시청 → 망정동창신아파트 → 대구은행영천영업부 → 서문육거리 → 영천영대병원
- 3번: 3사관학교 ~ 영천역 ~ 채신공단

### 도시형버스
- 55번: 망정동창신아파트 ~ 영천영대병원 ~ 금호~ 하양 ~ 동대구복합환승센터(좌석겸용 노선)[1]
- 55-1번: 망정동창신아파트 ~ 터미널 ~ 영천영대병원 ~ 금호~ 하양 ~ 경일대학교 (1일 1회 운행)
- 55-7번: 망정동창신아파트 ~ 터미널 ~ 영천영대병원 ~ 금호 ~ 하양 ~ 안심역 (1일 2회 운행)
- 555번: 망정동창신아파트 ~ 터미널 ~ 영천영대병원 ~ 금호~ 하양 ~ 동대구복합환승센터
- 555-1번: 망정동창신아파트 ~ 터미널 ~ 영천영대병원 ~ 금호 ~ 하양 ~ 경일대학교 (1일 1회 운행)
- 555-7번:망정동창신아파트~ 터미널 ~ 영천영대병원 ~ 금호 ~ 하양 ~ 안심역 (1일 2회 운행)
- 111번: 터미널 ~ 수암예식장
- 111-1번: 터미널(구암) ~ 수암예식장
- 111-2번: 터미널(구암) ~ 쇠느리 ~ 수암예식장
- 112번: 터미널(구암) ~ 쇠느리 ~ 영천터미널(구암)
- 113번: 터미널 ~ 금호
- 120번: 금호 ~ 사일 ~ 우천
- 150번: 금호 ~ 정동
- 150-2번: 금호 ~ 오길 ~ 정동 ~ 금호
- 150-3번: 금호 ~ 신광입구 ~ 금호
- 151-4번: 금호 ~ 신대 ~ 남성 ~ 구지 ~ 정동
- 151-5번: 터미널 ~ 수덕앞
- 160번: 금호 ~ 사2리
- 160-1번: 금호 ~ 남성 ~ 사2리
- 161번: 금호 ~ 어은 ~ 금호
- 170번: 금호 ~ 영지사
- 170-1번: 금창교 ~ 영지사
- 171번: 금호 ~ 조곡 ~ 영지사
- 180번: 금호 ~ 대창 ~ 대재
- 181번: 금호 ~ 대재
- 220번: 터미널 ~ 은혜사
- 220-1번: 터미널 ~ 애련 ~ 은해사
- 220-2번: 터미널 ~ 치일 ~ 은해사
- 220-3번: 터미널 ~ 우천 ~ 은해사
- 241번: 터미널 ~ 덕암
- 241-1번: 터미널 ~ 당지 ~ 덕암
- 242번: 터미널 ~ 가상
- 242-1번: 터미널 ~ 화촌1리 ~ 은해사
- 242-2번: 터미널 ~ 당2리 ~ 은해사
- 250번: 터미널 ~ 신녕
- 251번: 터미널 ~ 은해사
- 261번: 터미널 ~ 창평
- 262번: 터미널 ~ 백학 ~ 창평
- 271번: 터미널 ~ 치산1리
- 281번: 터미널 ~ 삼산2리
- 281-1번: 터미널 ~ 삼산2리
- 291번: 터미널 ~ 연정
- 292번: 터미널 ~ 화남
- 293번: 터미널 ~ 연정,화남
- 294번: 터미널 ~ 삼산2리
- 310번: 터미널 ~ 매산
- 310-1번: 터미널 ~ 매산
- 320번: 터미널 ~ 죽곡
- 320-1번: 터미널 ~ 죽곡
- 330번: 터미널 ~ 귀호
- 331번: 터미널 ~ 도림 ~ 귀호
- 340번: 터미널 ~ 월곡
- 340-1번: 터미널 ~ 논실 ~ 월곡
- 340-2번: 터미널 ~ 질구지 ~ 월곡
- 350번: 터미널 ~ 상송
- 350-1번: 터미널 ~ 죽전,공덕
- 351번: 터미널 ~ 법화,국실,죽전
- 351-1번: 터미널 ~ 법화,죽전
- 352번: 터미널 ~ 공덕,상송
- 360번: 터미널 ~ 보현
- 360-1번: 터미널 ~ 보현,용화
- 360-2번: 터미널 ~ 절골,보현
- 361번: 터미널 ~ 보현,도일
- 363번: 터미널 ~ 보현,도일박
- 410번: 터미널 ~ 임고,우항
- 410-1번: 터미널 ~ 단포,우항
- 420번: 터미널 ~ 우봉골
- 420-1번: 터미널 ~ 우봉골,수성
- 421번: 터미널 ~ 수성
- 430번: 터미널 ~ 벌바위
- 431번: 터미널 ~ 삼매
- 432번: 터미널 ~ 선원,벌바위
- 441번: 터미널 ~ 신방,삼귀
- 442번: 터미널 ~ 삼귀
- 443번: 터미널 ~ 용화, 용산
- 443-1번: 터미널 ~ 용산, 용화
- 444번: 터미널 ~ 용산
- 450번: 터미널 ~ 보현
- 450-1번: 터미널 ~ 용산 ~ 보현
- 450-2번: 터미널 ~ 보현,절골
- 451번: 터미널 ~ 도일,보현
- 710번: 터미널 ~ 용수골
- 710-1번: 터미널 ~ 쇠느리 ~ 용수골
- 730번: 영천 ~ 유상 ~ 범어
- 730-1번: 터미널 ~ 유상 ~ 범어
- 730-2번: 터미널 ~ 범어 ~ 유상
- 750번: 터미널 ~ 임포
- 750-1번: 터미널 ~ 임포
- 751번: 터미널 ~ 임포 ~ 원당,관리 ~ 돌할매 ~ 신촌
- 751-1번: 터미널 ~ 임포 ~ 원당,관리 ~ 돌할매 ~ 신촌
- 751-2번: 터미널 ~ 쇠느리 ~ 임포 ~ 원당,관리 ~ 돌할매 ~ 신촌
- 752번: 터미널 ~ 임포 ~ 효리
- 753번: 터미널 ~ 아화
- 760번: 터미널 ~ 상동
- 760-1번: 터미널 ~ 효동,도유 ~ 상동
- 760-2번: 터미널 ~ 도유,북동 ~ 상동
- 760-3번: 터미널 ~ 효동,용계 ~ 상동
- 760-4번: 터미널 ~ 임포 ~ 용계 ~ 상동
- 761번: 터미널 ~ 임포 ~ 용계 ~ 상동
- 763번: 터미널 ~ 임포 ~ 효동,도유 ~ 상동

## 보유 차량
- 자일대우버스 - 자일대우 NEW BS110
- 현대상용차 - 현대 뉴 카운티, 현대 뉴 슈퍼 에어로시티, 일렉시티 2

## 갤러리

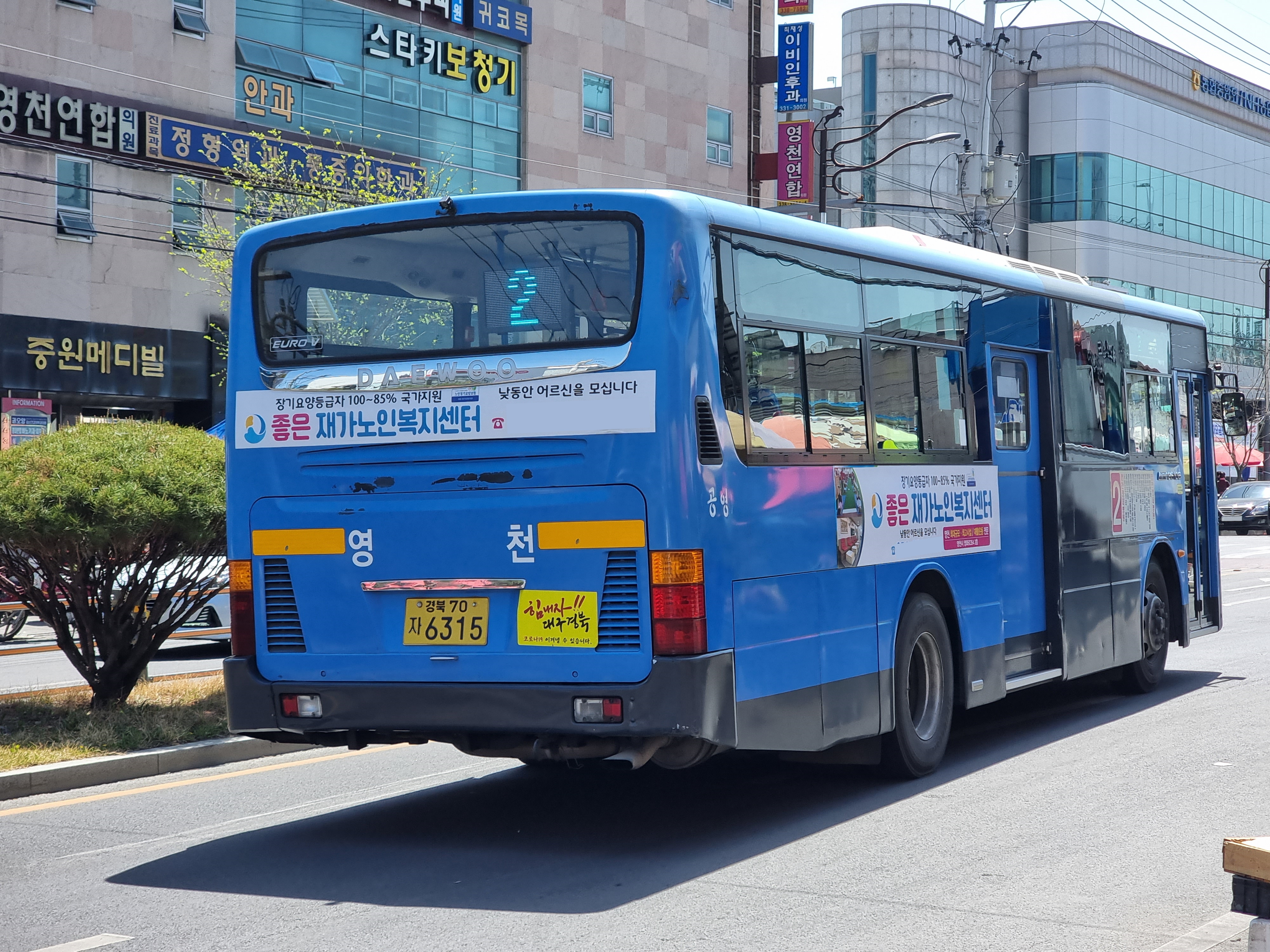
영천시내버스 2번
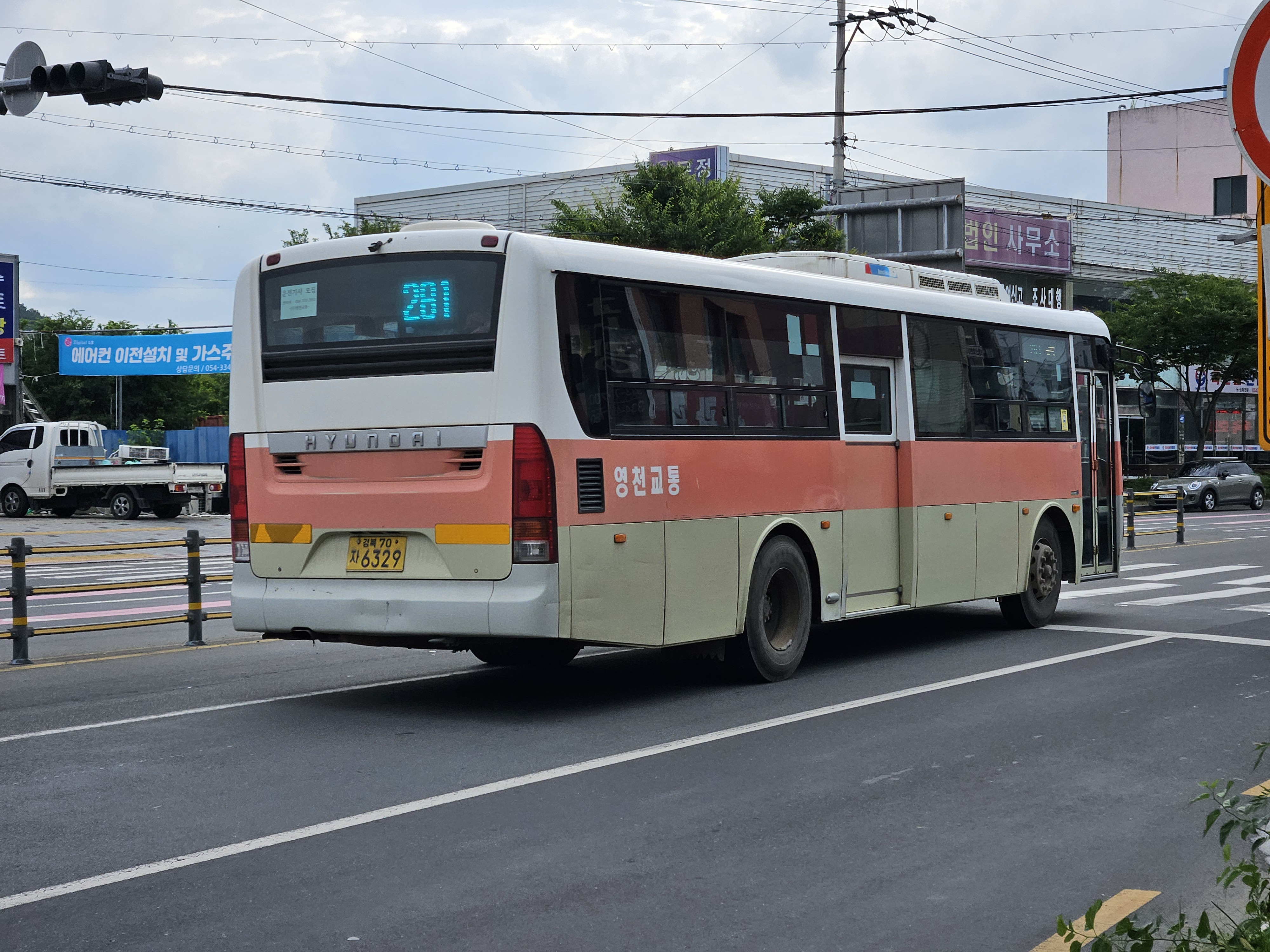
영천시내버스 281번
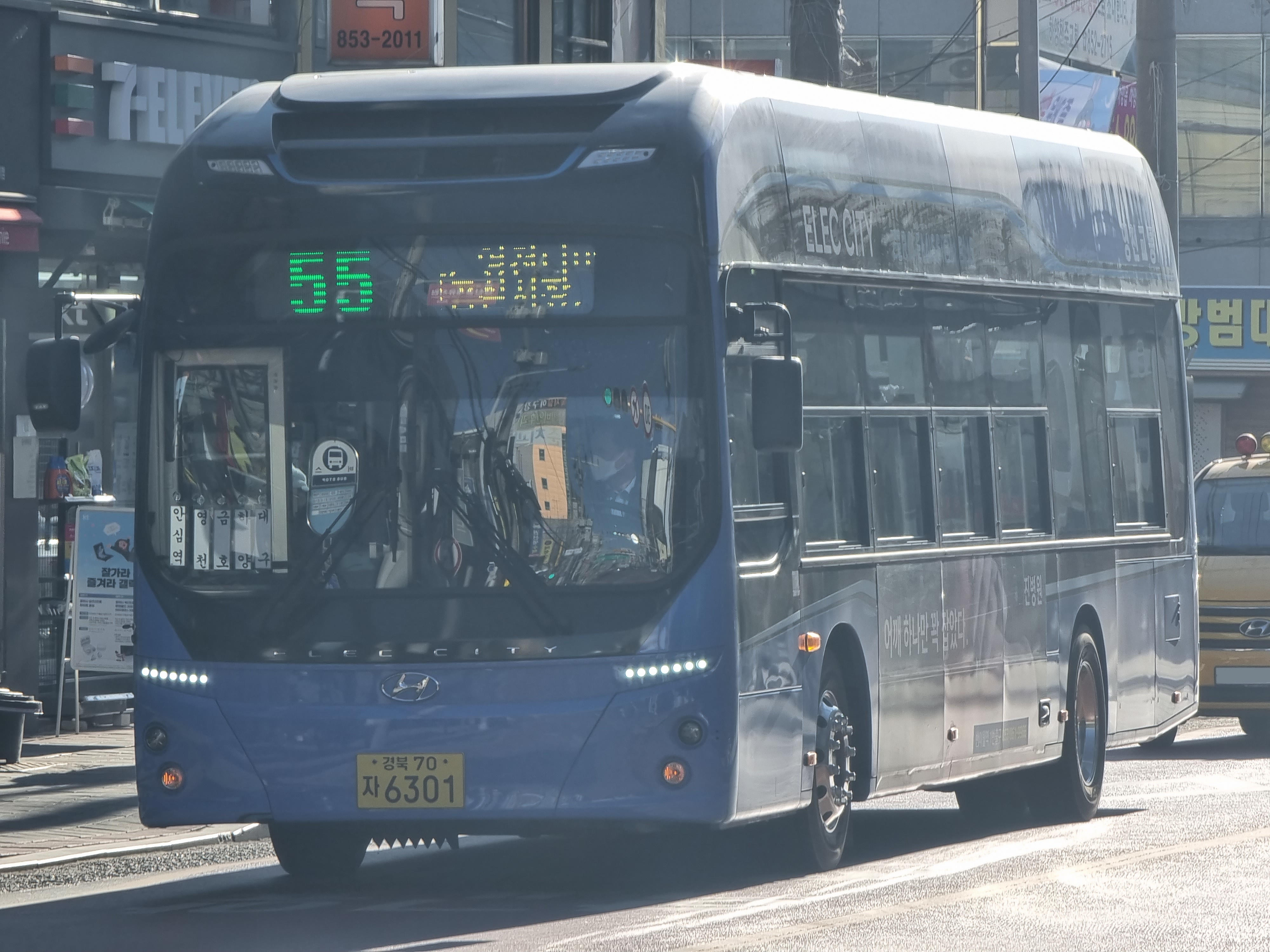
영천시내버스 55번
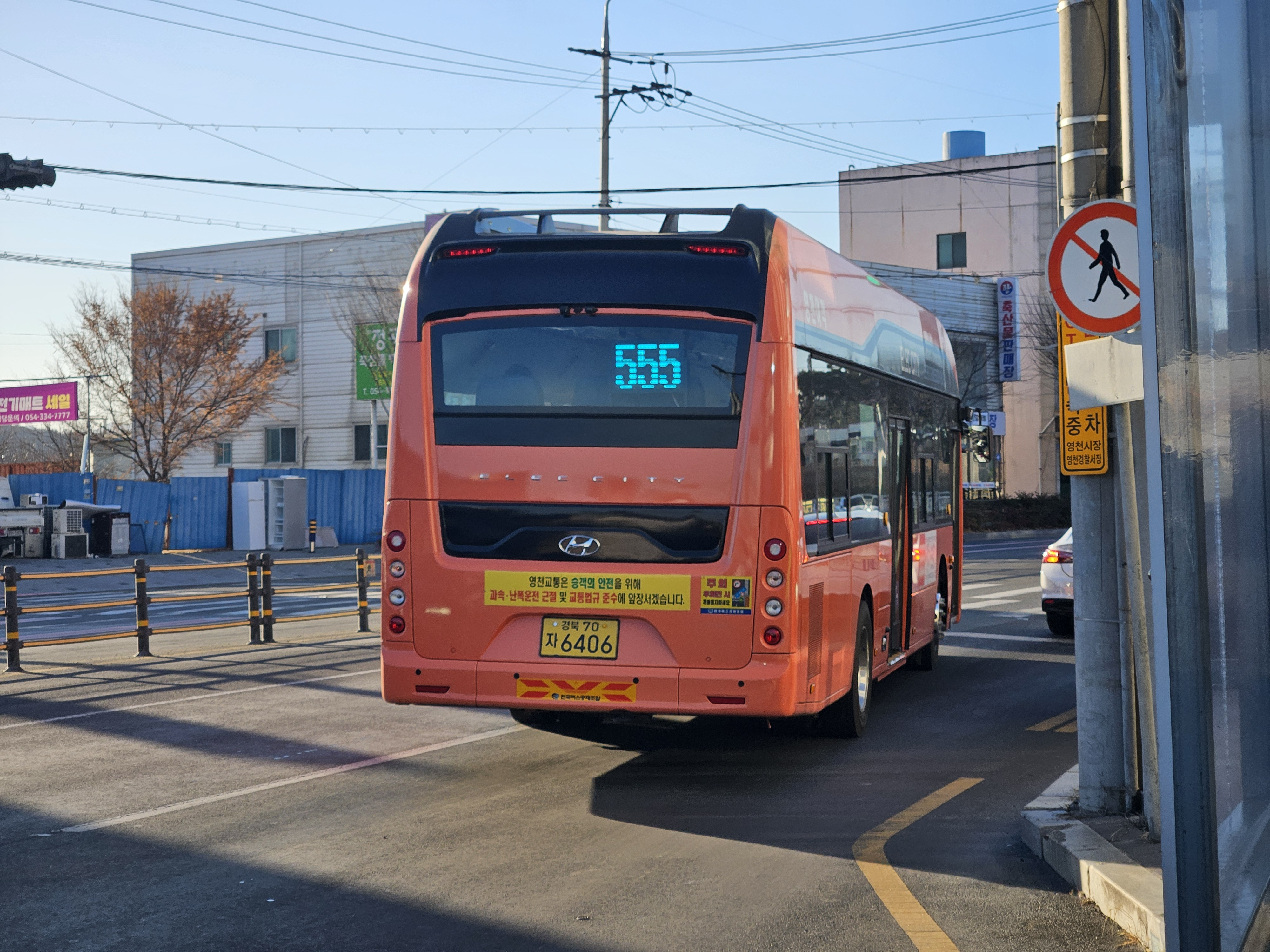
영천시내버스 555번
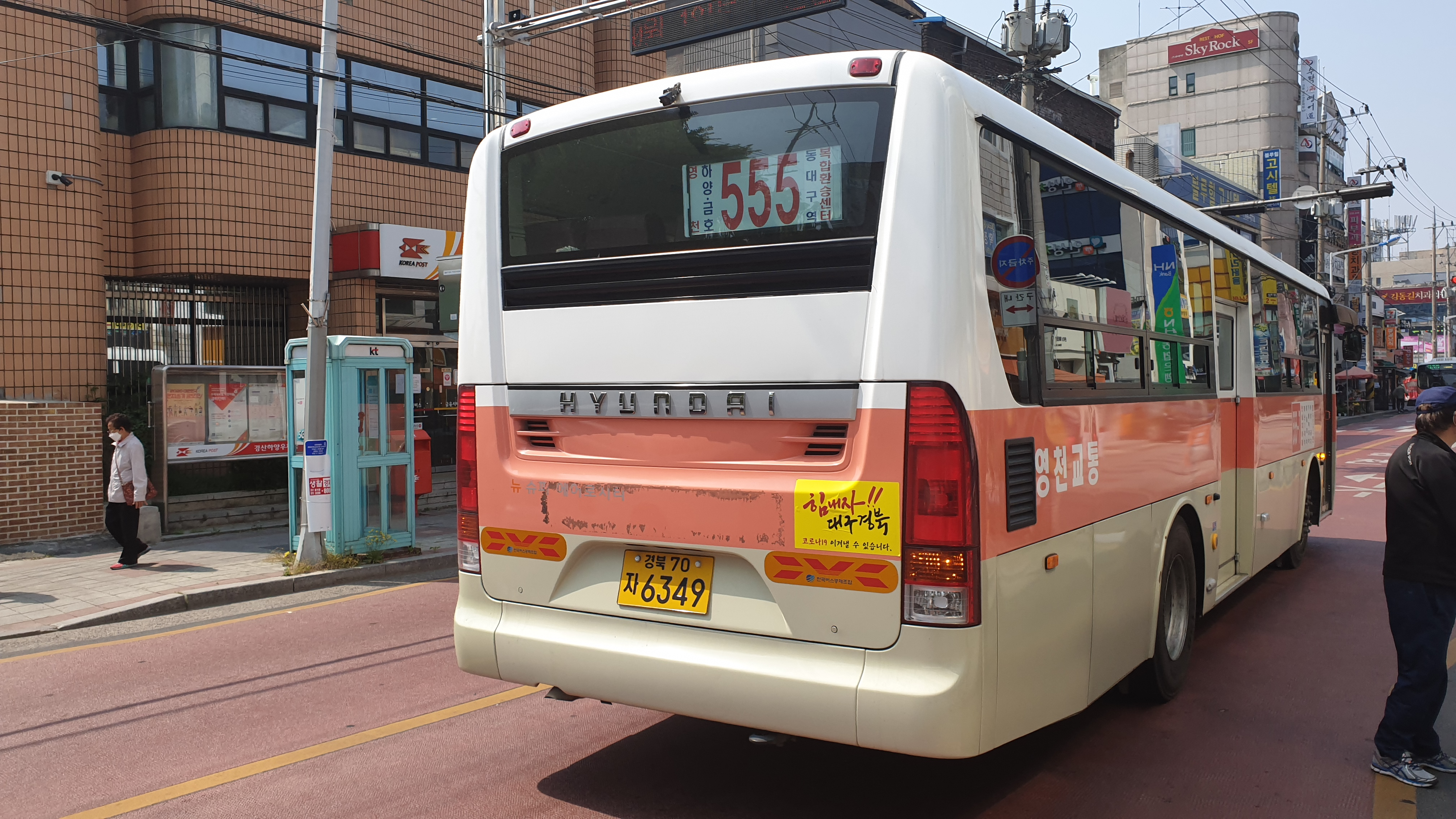
영천시내버스 555-7번
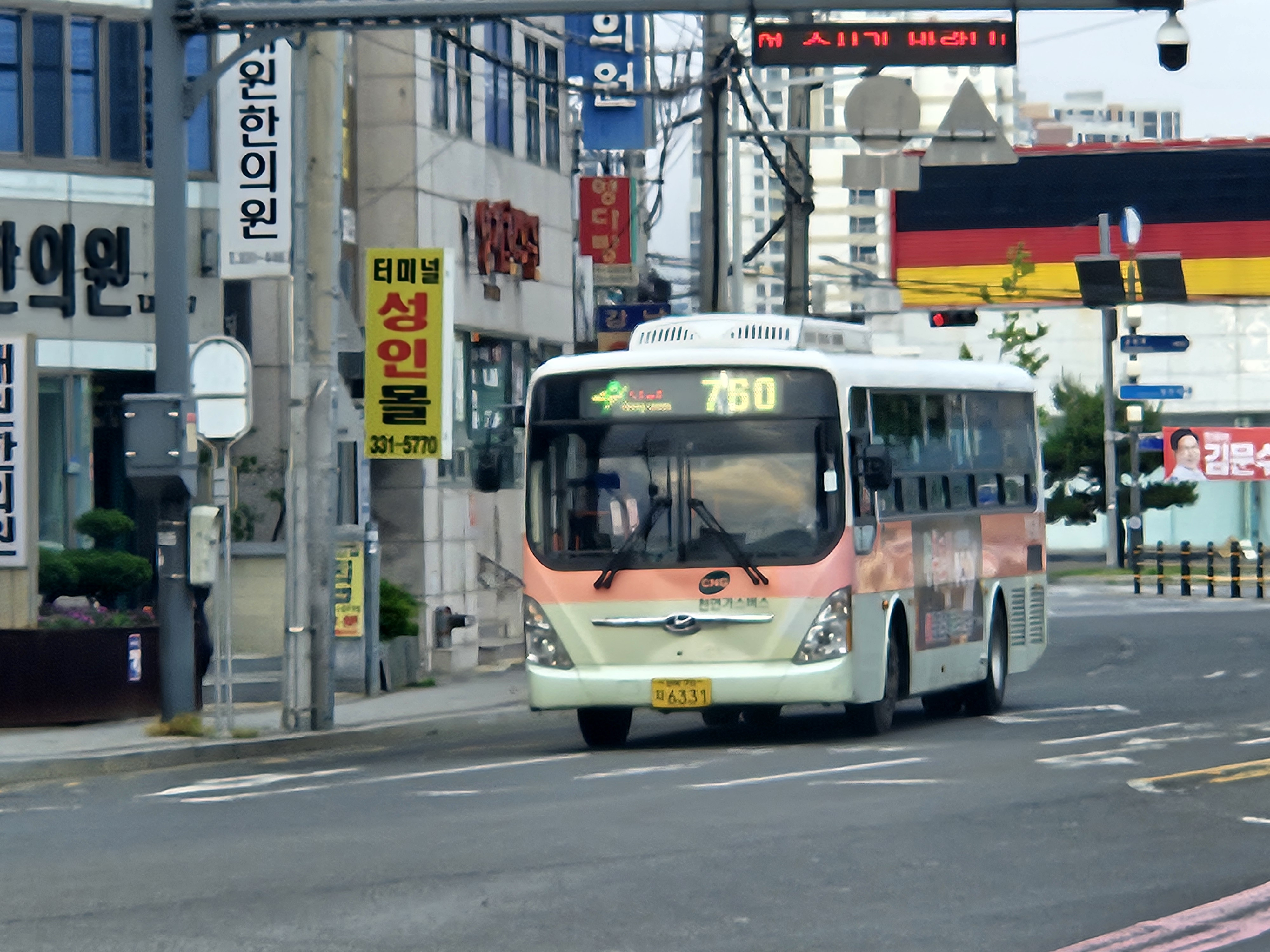
영천시내버스 760번

### 내용주
1. ↑  현재 공용노선으로 이동